# Agrotis melanoneura
Agrotis melanoneura (tên tiếng Anh: Black-Veined Agrotis Noctuid Moth) là một loài bướm đêm thuộc họ Noctuidae. Loài này hiện đã tuyệt chủng.
Nó là loài đặc hữu của Hawaii, Hoa Kỳ.